# Дарко Томаш
Дарко Томаш (Градишка, 23. август 1980) је српски политичар, начелник општине Прњавор у три мандата, а сада обавља функцију градоначелника града Прњавора.

## Биографија
Дарко Томаш је рођен у Градишци, док је у Прњавору завршио основну школу и гимназију. У Бања Луци је похађао Економски факултет, где је дипломирао 2004. године, магистрирао 2008. године и докторирао 2016. године. У периоду од 2004. до 2008. годије је био ангажован је као асистент матичном факултету.
Од 2006. године је члан Савеза независних социјалдемократа, а од 2017. године је предсједник Општинског одбора Прњавор. Од 2019. године је је члан Предсједништва и Главног одбора СНСДа.
Био је начелник општине Прњавор у више наврата (2008 — 2012, 2016 — 14. април 2023), био је директор Фонда здравственог осигурања Републике Српске, а тренутно је градоначелник града Прњавора 14. април 2023. године.
Био је члан Надзорног одбора Инвестиционо-развојне банке Републике Српске, а такође је био ангажован у кућама „EF revizor“ и „BL revizor“ као стручни сарадник. У децембру 2023. године изабран је за члана Управног одбора Централне банке БиХ.